# مايك ماكفرلين
مايك ماكفرلين (بالإنجليزية: Mike McFarlane) هو منافس ألعاب قوى بريطاني، ولد في 2 مايو 1960 في حي هكني في لندن في المملكة المتحدة.

## وصلات خارجية
- مايك ماكفرلين على موقع الاتحاد الدولي لألعاب القوى (الإنجليزية)
- مايك ماكفرلين على موقع أوليمبيديا (الإنجليزية)
- مايك ماكفرلين على موقع اللجنة الأولمبية البريطانية (الإنجليزية)
- مايك ماكفرلين على موقع اتحاد ألعاب الكومنولث (مؤرشف) (الإنجليزية)